# Emilio Materassi
Emilio Materassi (Borgo San Lorenzo, 1º novembre 1894 – Monza, 9 settembre 1928) è stato un pilota automobilistico italiano.

## Biografia
Emilio Materassi nacque a Borgo San Lorenzo, in provincia di Firenze, nel 1894 ed era figlio di Francesco ed Annunziata Poli. Inizialmente lavorò come garzone nella bottega del padre, venditore di cordami, poi cominciò a lavorare prima come meccanico ciclista, passando poi alle moto e alle rarissime automobili, dimostrando un talento straordinario. Successivamente, nel 1919 fu assunto come autista di autobus presso la SITA e si trasferì a Firenze dove conobbe i personaggi più popolari dello sport automobilistico fiorentino come il conte Gastone Brilli Peri, i conti Carlo Masetti e Giulio Masetti, Ferruccio Zaniratti oltre ai fratelli Ernesto e Alfieri Maserati che, dalla vicina Bologna, frequentavano l'ambiente fiorentino.
Con il loro aiuto e grazie alla sua abilità di meccanico esordì nelle corse alla Coppa della Consuma nel 1919,con una Isotta Fraschini, probabilmente prestatagli da Alfieri Maserati che di quella marca era concessionario e che già allora, nella sua officina, modificava le lussuose auto per le gare. Emilio Materassi ottenne un buon risultato: 3º nella classe fino a 5000cc, seppure "fosse attardato dalla rottura di una gomma a Diacceto". Nonostante l'incoraggiante esordio le sue condizioni economiche non gli permisero di partecipare con assiduità alle corse, ma, non potendo gareggiare in auto, si sfogava con il pullman percorrendo le tortuose e dissestate strade mugellane dell'epoca a velocità elevate tanto che, dopo le lamentele dei clienti, la SITA lo licenziò.
Materassi continuò a gareggiare con auto prestate di volta in volta da l'uno o l'altro amico, cogliendo il primo successo, seppure nella sua classe da 3500 a 4500cc alla Coppa della Consuma del 1920 con una Fiat 20-30HP. La svolta arrivò nel 1921 quando fu ingaggiato dalla casa torinese Itala di cui divenne anche concessionario per Firenze.
Deluso dalle scarse prestazioni delle automobili ufficiali dovute alla scarsa potenza dei propulsori, decise di modificare una Itala "55" installandovi un motore d'aereo Hispano-Suiza acquistato dalla stessa Itala che lo aveva prodotto su licenza durante la Grande Guerra. L'auto per le sue generose dimensioni venne da lui stesso ribattezzata Italona, e portata in gara per la prima volta alla Parma-Poggio di Berceto del 1924 dimostrandosi subito competitiva con il secondo posto assoluto alle spalle dell'Alfa Romeo di Antonio Ascari.
Nel 1927 gli venne offerta da Meo Costantini la possibilità di far parte del team ufficiale della Bugatti, con cui vinse il Gran Premio di Tripoli e la Targa Florio. Utilizzò ancora la sua vecchia monoposto per prendere parte alla Coppa Perugina e al Real Premio di Roma, ma dopo un incidente in cui persero la vita alcuni addetti del servizio di sicurezza la sua Itala venne sequestrata e corse solamente per la squadra italofrancese. Entro la fine dell'anno vinse anche sul Circuito del Savio e al Circuito di Montenero, laureandosi campione italiano.
In quegli anni, oltre ai successi sportivi e ad aver raggiunto una buona posizione sociale grazie alla sua concessionaria, aveva sposato Norma Parolai, che lo rese padre di due figlie, era inoltre stato nominato presidente del Club Ciclo Appenninico 1907, divenne consigliere della società Fortis Juventus 1909 ed, a livello locale, era membro della Misericordia di Borgo San Lorenzo.

La Talbot di Materassi adagiata in un fossato a lato del circuito dopo l'incidente mortale

Nel 1928 decise di formare una propria scuderia acquistando quattro Talbot. Nonostante fossero vetture molto potenti, soffrivano di gravi carenze telaistiche. Grazie a un paziente lavoro di messa a punto Materassi riuscì a limarne i limiti e ad ottenere durante il campionato alcuni successi, ma il 9 settembre 1928 al Circuito di Monza, al 17º giro del Gran Premio, tentando il sorpasso di Giulio Foresti, la sua Talbot Darracq 700 sbandò senza apparenti motivazioni verso sinistra; con una vettura ormai priva di controllo urtò un muretto laterale e piombò sugli spettatori alla velocità di circa 200 km/h. In quell'incidente, uno dei più gravi della storia dell'automobilismo, morirono 22 spettatori e si ebbero più di 40 feriti. Emilio Materassi, sbalzato in aria durante l'incidente, atterrò tra la folla, fece alcuni passi e nello stesso tempo parlò con il pubblico, ma dopo pochi istanti, si accasciò al suolo. All'arrivo dei soccorsi Materassi era già morto, stroncato da un'emorragia interna conseguente ad un colpo ricevuto alla tempia. La salma venne inumata nel cimitero della Confraternita di Misericordia a Borgo San Lorenzo.
La morte di Emilio Materassi, come quelle più tardi di Gastone Brilli Peri, Gilles Villeneuve e di Ayrton Senna, è servita a far aumentare la sicurezza dei piloti e delle automobili, così come la morte degli spettatori è servita a far aumentare la sicurezza sulle strade.

## Celebrazioni di Emilio Materassi
In occasione del settantesimo anniversario della scomparsa del Campione, Lanfranco Villani, unico superstite del Comitato in ricordo di Emilio Materassi (sorto nel 1972) e il Ferrari Club di Barberino di Mugello hanno ricordato il valoroso pilota. A venti anni circa dalla disputa dell'ultima edizione del Circuito Stradale del Mugello, una statua che lo raffigura, opera dello scultore Mario Ferretti, fu da costoro collocata nei pressi del bivio delle Mozzete (San Piero a Sieve), prima storica sede di partenza e di arrivo (dal 1914 al 1929 con l'eccezione dell'edizione 1921, quando partì da Scarperia, e del 1925 quando la corsa venne disputata sul "piccolo" circuito attorno a Barberino di Mugello), mentre una curva dell'attuale Autodromo Internazionale del Mugello porta il nome di Curva Materassi.
In tutte queste celebrazioni manca il paese natale di Materassi, Borgo San Lorenzo, che non lo ha mai celebrato in nessuna occasione nonostante, da vivo, con i suoi soldi, abbia largamente contribuito al mantenimento di molte associazioni locali.

## Principali risultati

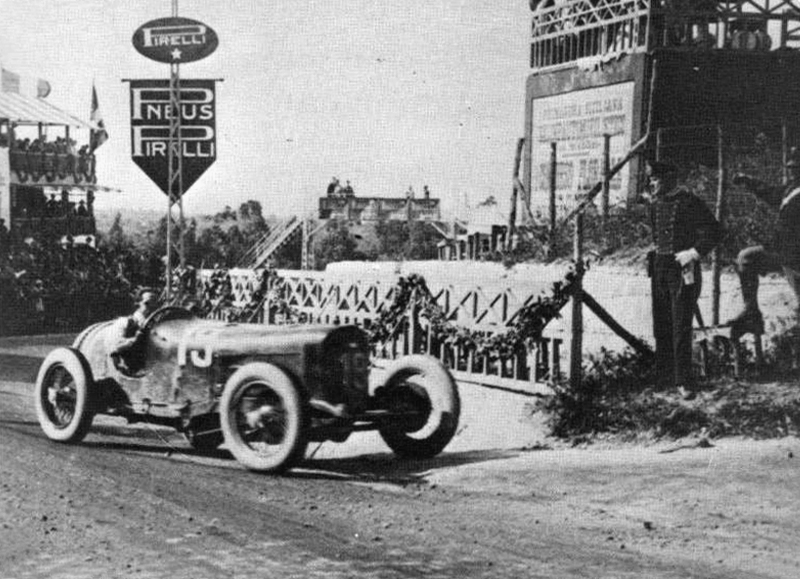
Materassi su Hispano Suiza alla Targa Florio del 1926

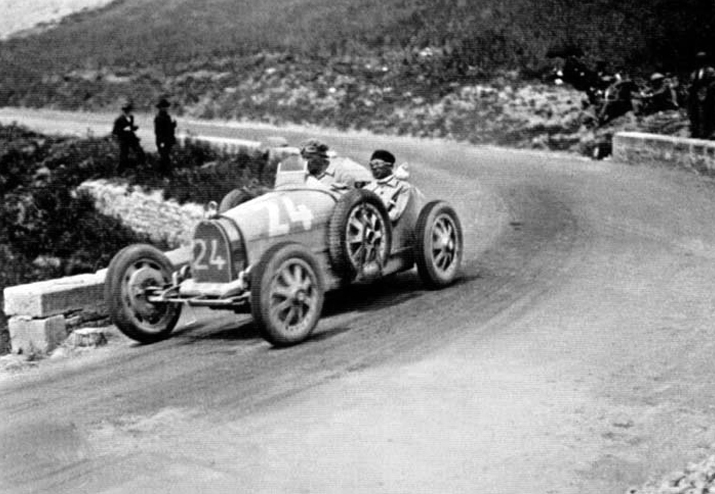
Materassi su Bugatti Tipo 35 alla Targa Florio del 1927

| 1923 | Coppa della Collina Pistoiese            | Itala    | 2º       |
| 1924 | Parma Poggio-Berceto                     | Itala    | 2º       |
| 1924 | Coppa della Perugina                     | Itala    | Vittoria |
| 1924 | Coppa della Consuma                      | Itala    | Vittoria |
| 1924 | Coppa della Collina Pistoiese            | Itala    | Vittoria |
| 1924 | Criterium di Roma                        | Itala    | 3º       |
| 1925 | Gran Premio di Roma                      | Itala    | 2º       |
| 1925 | Circuito del Savio                       | Itala    | Vittoria |
| 1925 | Coppa della Perugina                     | Itala    | 2º       |
| 1925 | Circuito del Mugello                     | Itala    | Vittoria |
| 1925 | Circuito di Montenero                    | Itala    | Vittoria |
| 1925 | Coppa della Collina Pistoiese            | Itala    | Vittoria |
| 1926 | Targa Florio                             | Itala    | 4º       |
| 1926 | Coppa della Perugina                     | Itala    | Vittoria |
| 1926 | Coppa Ginori Circuito delle Cascine      | Itala    | Vittoria |
| 1926 | Rimini chilometro lanciato               | Maserati | Vittoria |
| 1926 | Circuito di Montenero                    | Itala    | Vittoria |
| 1926 | Coppa della Collina Pistoiese            | Itala    | Vittoria |
| 1927 | Gran Premio di Tripoli                   | Bugatti  | Vittoria |
| 1927 | Targa Florio                             | Bugatti  | Vittoria |
| 1927 | Coppa della Perugina                     | Itala    | Vittoria |
| 1927 | Circuito di Bologna                      | Bugatti  | Vittoria |
| 1927 | Gran Premio di San Sebastián             | Bugatti  | Vittoria |
| 1927 | Circuito di Montenero                    | Bugatti  | Vittoria |
| 1927 | Gran Premio di Gran Bretagna, Brooklands | Bugatti  | 5º       |
| 1928 | Circuito del Mugello                     | Talbot   | Vittoria |
| 1928 | Gran Premio di Roma                      | Talbot   | 3º       |
| 1928 | Circuito di Cremona                      | Talbot   | 3º       |
| 1928 | Circuito di Pescara                      | Talbot   | 2º       |
| 1928 | Circuito di Montenero                    | Talbot   | Vittoria |